# Дечак на бициклу
„Дечак на бициклу” је југословенски ТВ филм из 1973. године. Режирала га је Вера Белогрлић а сценарио је написала Душица Манојловић.